# Malaria
Malaria är en allvarlig infektionssjukdom orsakad av encelliga parasiter från plasmodiumsläktet som sprids med myggor.
Sjukdomen är mycket utbredd i de tropiska och subtropiska områdena i världen, framförallt i Afrika.

## Namn
Ordet malaria stammar från italienskans mal aria, 'dålig luft', då man förr trodde att det var den dåliga luften från sumpmark. En äldre benämning är sumpfeber.

## Orsak

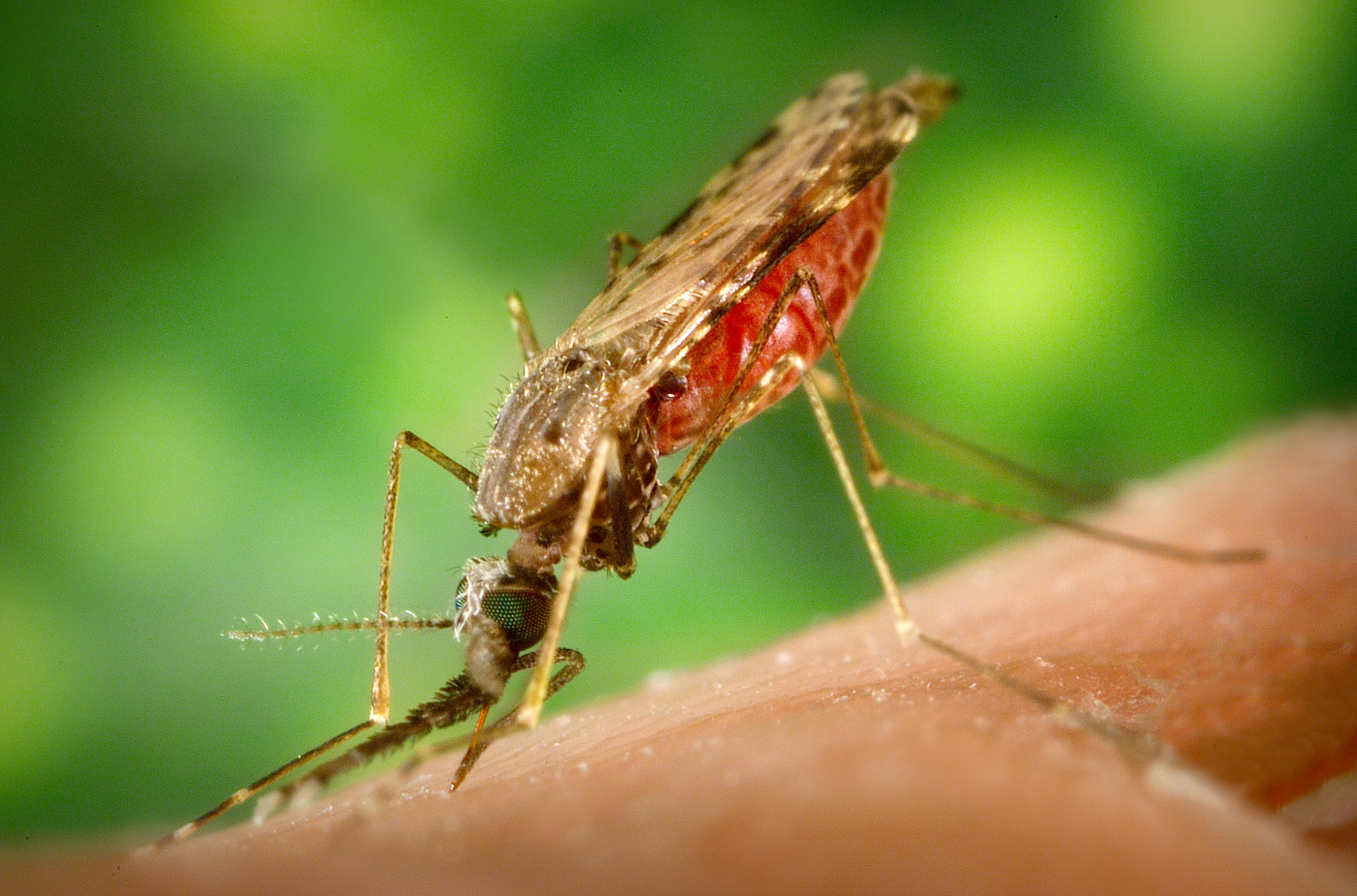
En Anopheles albimanus-mygga som suger blod ur en människoarm. Denna mygga är en malariaspridande insekt; att få kontroll över myggen är ett effektivt sätt att minska förekomsten av malaria.

### Livscykel
En mänsklig infektion av malaria börjar med att en honmygga av släktet Anopheles suger blod. (Hanmyggor livnär sig enbart på socker från växtsafter såsom nektar.) När myggan suger blod sprutar den samtidigt in saliv som är avsett att utvidga kärlen omkring stickstället samt förebygga koagulering. Tillsammans med myggans saliv följer det första stadiet i den mänskliga halvan av livscykeln för Plasmodium: sporozoiten. Redan en halvtimme efter att parasiterna tagit sig in i blodomloppet har de gömt sig i levern där de ombildas till schizonter. Schizonterna börjar dela sina cellkärnor och organeller för att bilda nya dotterceller. När många dotterceller bildats brister schizonten och släpper i blodomloppet ut de dotterceller, merozoiter, som den har bildat. Detta tar omkring 5-7 dagar. I blodomloppet tar sig merozoiterna in i de röda blodkropparna där de bildar sitt ringstadium: trofozoiten. Trofozoiten sönderdelar ("äter") hemoglobinet i blodkroppen för att tillgodogöra sig de näringsämnen den behöver för sin reproduktion (grek. trophe = näring). Efter detta kan den bilda två olika stadier; dels kan den bilda en ny schizont i blodcellen som bildar fler merozoiter, dels kan den (mera sällan) övergå till den haploida formen som är inblandad i könslig reproduktion: gametocyten. Gametocyterna ligger kvar i blodkropparna och väntar på att en ny Anophelesmygga ska suga blod från den sjuke för att sedan i tarmen på myggan utvecklas till gameter som är de mogna könscellerna. En hanlig och en honlig könscell går ihop till en zygot. Zygoten utvecklas till en ookinet som har förmågan att röra sig. Den borrar sig in i myggans tarmvägg och bildar där ett slags sporozoiternas schizont, en ovocyst. Av varje ovocyst bildas runt tusen sporozoiter som släpps lösa när ovocyten brister. De färska sporozoiterna tar sig till myggans salivkörtlar och är efter det redo att börja om malariacykeln på nytt.

## Symptom
Inkubationstiden är vanligtvis 1-4 veckor, men kan i undantagsfall vara flera år. Svår frossa och plötslig feber är det vanligaste symptomet, men ofta också illamående, kräkningar, huvudvärk, diarré, sjukdomskänsla och muskelvärk. Eftersom det krävs laboratorieutrustning för att ställa en säker diagnos är det viktigt i malariadrabbade områden att söka omedelbar sjukvård om feber skulle uppkomma.
I de klassiska (men ovanliga) malariasymptomen går febern i cykler. Mellan feberattackerna som varar i några timmar mår patienten relativt bra. Cyklerna orsakas av att parasiterna samtidigt spränger de röda blodkropparna och släpper ut toxiner och antigener som kroppen reagerar på. När parasiterna sedan tar sig in i blodkropparna och kroppen rensat bort föroreningarna i blodet försvinner symptomen tills parasiterna spränger blodcellerna igen. Betydligt vanligare vid allvarlig malariainfektion är att symptomen är kontinuerliga och förvärras snabbt.
Eftersom malarian förstör röda blodkroppar orsakar parasiterna anemi (blodbrist) hos den infekterade. Parasiterna, främst P. falciparum, skjuter ut ett slags "proteinklister" på ytan av blodcellerna vilket får dem att dels klumpa ihop sig, dels fästa vid kärlväggarna. Detta har de utvecklat för att motverka att blodkropparna passerar genom mjälten, som är kroppens främsta försvar mot infekterade blodkroppar. Dessa klumpar gör dock att kapillärer täpps till vilket kan orsaka blodproppar med allvarliga komplikationer som följd.
Kärlen täpps även till av att hemoglobin släpps fritt i blodet när de röda blodkropparna sprängs av parasiterna. Hemoglobinet täpper igen tunna blodkärl och kan ställa till med stor skada, bland annat kan det skada blodtillförseln till hjärnan och orsaka njursvikt. Skador på njurarna leder i allvarliga fall till att slaggprodukter läcker ut i urinen och ger den en svart färg, så kallad svartvattenfeber.

## Förebyggande åtgärder
Bästa sättet att undvika malaria är att undvika myggstick. Myggnät behandlade med insekticider är en effektiv åtgärd för att undvika myggstick. För boende i malariadrabbade områden kan väggarna sprejas en till två gånger årligen för att motverka malariamyggor. Andra åtgärder är exempelvis genom att på kvällarna bära långärmad tröja och långa byxor samt använda myggmedel. Vid längre resa i malariadrabbat område kan profylaktisk behandling med antimalariamedel användas.

## Epidemiologi

Dödsfall av malaria per miljoner invånare år 2012
0–0
1–2
3–54
55–325
326–679
680–949
950–1358

Globalt hade ca 229 miljoner människor malaria år 2019 och ungefär 780 000 dog, enligt uppskattningar av Världshälsoorganisationen. De flesta som dör (67 %) är barn under fem år. Smittan är mest utbredd i Afrika söder om Sahara.
I Sverige rapporteras några hundra fall av malaria årligen. Alla är smittade utomlands och de flesta i Afrika. Malaria har funnits i Sverige men försvann på 1930-talet.

## Historia

### Malaria som botemedel
I början av 1920-talet började den österrikiske läkaren Julius Wagner-Jauregg att behandla den dittills 100 % dödliga könssjukdomen syfilis i dess tredje stadium med malaria-parasiter. Patienterna (vilka var på väg att bli sinnessjuka) smittades avsiktligt med malaria. Först efter tre veckor med hög feber (vanligen av 2-1 mönstret, det vill säga två dagar hög feber följt av en dag med lägre feber) satte man in kinin för att dämpa febern. Dödligheten förblev ungefär lika hög som normalt vid malaria, det vill säga runt 7 % (om andningen ej påverkas). Omkring hälften av patienterna blev helt friska och resterande fick bestående hjärnskador av varierande grad. Upptäckten ansågs dock så viktig att Wagner-Jauregg tilldelades Nobelpriset i medicin 1927.

## Utrotning
2015 siktade WHO på en 90-procentig minskning av dödsfall pga malaria 2030 och Bill Gates sa 2016 att han trodde att global utrotning var möjlig 2040.
2019 fortskrider försöken att utrota malaria, men med existerande metoder kommer det enligt WHO att bli svårt. Enligt WHO krävs ökade investeringar i forskning, hälsovård i allmänhet samt övervakning av sjukdomens spridning för att ett utrotningsmål ska vara realistiskt.